# Adler (Fluss)
Die Adler (tschechisch Orlice) ist ein linker Nebenfluss der Elbe in Tschechien. Sie ist der zweitgrößte Fluss in Ostböhmen. Ihre Länge beträgt 32,7 Kilometer ab dem Zusammenfluss von Wilder Adler (98,2 km lang) und Stiller Adler (104,5 km lang) südlich von Albrechtice nad Orlicí (Albrechtsdorf an der Adler) bis zur Mündung in die Elbe in Hradec Králové (Königgrätz).

## Einzugsgebiet
Das Gesamteinzugsgebiet beträgt 2036,2 km², auf das Gebiet Tschechiens entfallen davon 1959,1 km², der Rest auf Polen.
Die Wilde Adler (Divoká Orlice) bildet den rechten Quellfluss und führt ihr Wasser aus dem nördlich gelegenen Adlergebirge und dem Habelschwerdter Gebirge. Das Einzugsgebiet des linken Quellflusses, der Stillen Adler (Tichá Orlice), hat eine Größe von 755 km² und besteht aus dem westlichen Teil des Hannsdorfer Berglands (Hanušovická vrchovina), dem Adlergebirgsvorland (Podorlická pahorkatina) und der Chotzener Tafel (Choceňská tabule).
Die Adler ist einer der am wenigsten verunreinigten Flüsse Tschechiens und bildet zusammen mit ihren vielen Altarmen einen wichtigen Bestandteil des Naturparks Orlice, zu dem auch zahlreiche geschützte Gebiete und Naturreservate gehören.

## Verlauf
Der Flusslauf verläuft nach Westen, an ihm liegen die Ortschaften Týniště nad Orlicí, Petrovice, Štěnkov, Třebechovice pod Orebem, Nepasice, Blešno und Svinary. 

## Zuflüsse
Zuflüsse der Adler sind rechtsufrig die Dědina, linksufrig sind es lediglich Bäche.